# Хайтам Асири
Хайта́м Мохамма́д Али́ Абу́ Хави Асири (араб. هيثم محمد علي أبو حاوي عسيري‎; род. 25 марта 2001, Саудовская Аравия) — саудовский футболист, нападающий клуба «Аль-Кадисия» и сборной Саудовской Аравии.

## Игровая карьера

### Клубная карьера
Асири был игроком клуба «Аль-Ахли», за который дебютировал 4 августа 2020 года в матче против клуба «Аль-Хазм», который «Аль-Ахли» выиграл со счётом 4:2 и в этом же матче он забил первый в профессиональной карьере гол.

### Карьера в сборной
В составе олимпийской сборной играл на Чемпионате Азии среди молодёжных команд 2022 года, который завершился победой саудовцев на турнире.
Осенью 2022 года вошёл в состав сборной Саудовской Аравии на чемпионат мира 2022 года. На турнире сыграл в одном матче против сборной Аргентины, выйдя на замену на 89-й минуте; матч с будущими чемпионами мира завершился неожиданной победой саудовцев со счётом 2:1.

## Достижения
Саудовская Аравия (до 23 лет)
- Чемпион Азии (1) : 2022